# 中南银行大楼 (天津)
中南银行大楼是中南银行在中国天津建造的分行大楼。该分行开设于1922年，选址在天津英租界的主要街道维多利亚道（今解放北路88号），作为天津租界时代留存下来的重要建筑之一，该建筑目前是天津市文物保护单位和特殊保护等级历史风貌建筑。

## 建筑
天津中南银行大楼正立面规整统一，设计上遵循古典主义的对称原则，设置贯通两层的半柱，柱身有爱奥尼克柱式花纹，入口门头细致婉约，与粗犷的主体建筑形成有趣的对比。室内装修讲究，功能布局合理，木地板、木楼梯等设施保存完好。